# Rob Atkinson
Robert Philip Atkinson, detto Rob (Chesterfield, 13 luglio 1998), è un calciatore inglese, difensore del Portsmouth in prestito dal Bristol City.

## Carriera
Cresciuto nel Cannes, dopo aver trascorso una stagione con il Basingstoke Town, club militante in Southern Football League (settima divisione inglese), il 6 settembre 2017 viene acquistato dai londinesi del Fulham; il 5 gennaio 2019 viene ceduto a titolo temporaneo al Braintree Town. Rimasto svincolato, passa all'Eastleigh; il 9 gennaio 2020 viene acquistato dall'Oxford United, con cui si lega fino al 2023, rimanendo tuttavia in prestito agli Spitfires.
Rientrato al club gialloblù, disputa con i Yellows un'ottima stagione a livello individuale, conquistando i play-off e venendo incluso nella formazione ideale del campionato. Il 3 luglio 2021 si trasferisce al Bristol City, con cui firma un triennale.

## Statistiche

### Presenze e reti nei club
Statistiche aggiornate al 7 gennaio 2023.
| Stagione            | Squadra             | Campionato          | Campionato | Campionato | Coppe nazionali | Coppe nazionali | Coppe nazionali | Coppe continentali | Coppe continentali | Coppe continentali | Altre coppe | Altre coppe | Altre coppe | Totale | Totale |
| Stagione            | Squadra             | Comp                | Pres       | Reti       | Comp            | Pres            | Reti            | Comp               | Pres               | Reti               | Comp        | Pres        | Reti        | Pres   | Reti   |
| ------------------- | ------------------- | ------------------- | ---------- | ---------- | --------------- | --------------- | --------------- | ------------------ | ------------------ | ------------------ | ----------- | ----------- | ----------- | ------ | ------ |
| gen.-giu. 2019      | Braintree Town      | NL                  | 15         | 0          | FACup           | -               | -               | -                  | -                  | -                  | FAT         | -           | -           | 15     | 0      |
| 2019-feb. 2020      | Eastleigh           | NL                  | 24         | 1          | FACup           | 6               | 0               | -                  | -                  | -                  | FAT         | 0           | 0           | 30     | 1      |
| 2020-2021           | Oxford Utd          | FL1                 | 39+2       | 1+1        | FACup+CdL       | 0+1             | 0               | -                  | -                  | -                  | EFLT        | 2           | 0           | 44     | 2      |
| 2021-2022           | Bristol City        | FLC                 | 34         | 2          | FACup+CdL       | 1+0             | 0               | -                  | -                  | -                  | -           | -           | -           | 35     | 2      |
| 2022-2023           | Bristol City        | FLC                 | 20         | 3          | FACup+CdL       | 0+2             | 0               | -                  | -                  | -                  | -           | -           | -           | 22     | 3      |
| Totale Bristol City | Totale Bristol City | Totale Bristol City | 54         | 5          |                 | 3               | 0               |                    | -                  | -                  |             | -           | -           | 57     | 5      |
| Totale carriera     | Totale carriera     | Totale carriera     | 132+2      | 7+1        |                 | 10              | 0               |                    | -                  | -                  |             | 2           | 0           | 146    | 8      |